# Giải vô địch bóng đá nữ thế giới 2027
 Giải vô địch bóng đá nữ thế giới 2027 (tiếng Anh: 2027 FIFA Women's World Cup) sẽ là lần thứ 10 của Giải vô địch bóng đá nữ thế giới do FIFA tổ chức, giải vô địch bóng đá nữ quốc tế bốn năm một lần do các đội tuyển quốc gia của các hiệp hội thành viên của FIFA tranh tài. Giải đấu sẽ được tổ chức tại Brasil, sẽ có sự tham gia của 32 đội tuyển quốc gia, bao gồm đội chủ nhà. Đây sẽ là lần thứ hai và cũng là lần cuối cùng giải đấu có sự tham gia của 32 đội tuyển quốc gia, với việc FIFA xác nhận mở rộng lên 48 đội tuyển quốc gia vào năm 2031.
Tây Ban Nha hiện là đương kim vô địch giải đấu sau khi đánh bại Anh 1–0 trong trận chung kết World Cup nữ 2023.

## Lựa chọn chủ nhà
Vào ngày 23 tháng 3 năm 2023, FIFA đã đưa ra quy trình đấu thầu cho Giải vô địch bóng đá nữ thế giới 2027. Nước chủ nhà sẽ được công bố vào ngày 17 tháng 5 năm 2024 tại Đại hội thường niên FIFA tổ chức tại Bangkok.
Bốn hồ sơ dự thầu đã được FIFA xác nhận vào ngày 24 tháng 4 năm 2023 bày tỏ sự quan tâm đến việc tổ chức Giải vô địch bóng đá nữ thế giới 2027:

### Quốc gia xác nhận đấu thầu

#### Bỉ, Đức và Hà Lan
Chính phủ Hà Lan tuyên bố quan tâm đến việc tổ chức giải đấu sau khi tổ chức Giải Vô địch Bóng đá Nữ châu Âu 2017 thành công, chứng kiến Hà Lan giành chức vô địch giải đấu. Hà Lan chưa bao giờ tổ chức một kỳ World Cup. Vào ngày 19 tháng 12 năm 2020, Hà Lan đã công bố đấu thầu chung với Bỉ và Đức để đồng tổ chức sự kiện này vào năm 2027.
Vào ngày 19 tháng 10 năm 2020, các hiệp hội bóng đá của Bỉ, Đức và Hà Lan đã công bố ý định cùng nhau đăng cai tổ chức Giải vô địch bóng đá nữ thế giới 2027. Mục đích là để ba quốc gia thỏa thuận thêm về tổ chức trước cuối năm nay và ghi lại điều này trong một giao ước. Bỉ và Hà Lan cùng đăng cai Giải vô địch bóng đá châu Âu 2000, trong đó Bỉ đã đăng cai trước đó vào năm 1972. Đức đã đăng cai Giải vô địch bóng đá nữ thế giới 2011 và Giải vô địch bóng đá nữ châu Âu của UEFA vào năm 2001. Đức cũng đăng cai FIFA World Cup vào năm 1974 và 2006, Euro nam năm 1988, và sẽ một lần nữa vào năm 2024. Hà Lan đã đăng cai Euro dành cho nữ vào năm 2017.

#### Brasil
Liên đoàn bóng đá Brazil (CBF) cùng với thành phố Rio de Janeiro đã bày tỏ sự quan tâm đến việc tham gia đấu thầu đăng cai cho World Cup 2027. Đội tuyển quốc gia nữ Brasil đã lọt vào vòng chung kết năm 2023, nhưng đã phải rút lại ứng cử do thiếu sự hỗ trợ từ chính phủ liên bang, bên cạnh cuộc khủng hoảng tài chính do đại dịch COVID-19 gây ra. Dự án này là một phần trong nghiên cứu được thực hiện bởi Văn phòng Hội nghị và Du khách Rio (RCV), dự án này cũng giúp tổ chức các sự kiện khác với các môn thể thao Olympic và giải đấu FIFA ở Rio de Janeiro cho đến năm 2033, bao gồm cả Đại hội Thể thao Liên châu Mỹ 2031, sử dụng lại cơ sở vật chất được sử dụng trong Olympic và Paralympic 2016. Nước này đã hai lần đăng cai World Cup phiên bản nam vào các năm 1950 và 2014, bên cạnh Confederations Cup 2013.
Vào ngày 1 tháng 3 năm 2023, thành phố São Paulo bày tỏ sự quan tâm đến việc tham gia cuộc bầu cử với Rio de Janeiro, đề nghị Arena Corinthians và Allianz Parque đấu thầu tổ chức các trận đấu. Ngày hôm sau, Chủ tịch CBF Ednaldo Rodrigues đã gửi thư tới FIFA, xác nhận ý định đăng cai World Cup 2027 của nước này. Các thành phố khác của Brazil cũng có thể tham gia vào dự án vì sự kiện này có sự tham gia của toàn bộ đất nước. Vào ngày 7 tháng 3, Bộ trưởng Bộ Thể thao Brazil, Ana Moser, đã xác nhận nỗ lực đăng cai giải đấu của nước này. Sau đó, các thành phố Salvador, Brasília, Cuiabá, Belém, Manaus và Fortaleza cũng đề nghị đăng cai World Cup trong một sự kiện về SAF và thị trường bóng đá, do Getúlio Vargas Foundation (FGV) tổ chức vào ngày 11 tháng 3. Trong số các thành phố được đề nghị, chỉ có Belém không đăng cai World Cup nam vào năm 2014, thành phố này khi đó mất quyền đăng cai vào tay Manaus.

### Quốc gia quan tâm đến việc đấu thầu

#### Chile
Sau khi tham dự thành công tại Giải vô địch bóng đá nữ thế giới 2019 ở Pháp, Bộ trưởng thể thao lúc bấy giờ là Pauline Kantor, đã công bố ý định đề xuất đấu thầu phiên bản năm 2027, nói rằng: "Đặc biệt, có. Hoàn toàn là một giấc mơ cho tất cả sự phát triển ngụ ý. World Cup không chỉ là một sự kiện. World Cup còn để lại cơ sở hạ tầng và thu hút sự quan tâm. Tôi tin rằng World Cup dành cho nữ sẽ để lại sự quan tâm cho tất cả các cô gái, những người tiếp tục và làm điều đó, nhưng ai có thể thấy mình nhiều hơn được xác định với các tham chiếu của họ." Chile đã đăng cai Giải vô địch bóng đá thế giới 1962, Giải vô địch bóng đá trẻ thế giới 1987, Giải vô địch bóng đá nữ U-20 thế giới 2008 và Giải vô địch bóng đá nữ thế giới 2015. Santiago sẽ tổ chức 2023 Pan American Games và Parapan American Games từ tháng 10 đến tháng 11 năm đó. Quốc gia này cũng đang đồng đấu thầu đăng cai Giải vô địch bóng đá thế giới 2030.

#### Đan Mạch, Phần Lan, Iceland, Na Uy và Thụy Điển
Các quốc gia Bắc Âu (Đan Mạch, Phần Lan, Iceland, Na Uy và Thụy Điển) đã bày tỏ sự quan tâm đến một nỗ lực kết hợp để đăng cai World Cup, với tuyên bố từ Chủ tịch Liên đoàn Bóng đá Na Uy Terje Svendsen cho biết, "Chúng tôi có một hợp tác tốt ở Bắc Âu và Các nước Bắc Âu có vị trí hàng đầu về bóng đá nữ." Thụy Điển đăng cai Giải vô địch bóng đá thế giới 1958 và Giải vô địch bóng đá nữ thế giới 1995, trở thành quốc gia đầu tiên tổ chức cả hai kỳ World Cup nam và nữ. Giải vô địch bóng đá U-17 thế giới 2003 được tổ chức tại Phần Lan. Vào tháng 6 năm 2019, Hội đồng Bắc Âu tuyên bố ủng hộ. Nếu thành công, đây sẽ là kỳ World Cup nữ thứ hai được tổ chức ở nhiều quốc gia sau Úc và New Zealand vào năm 2023. Các quốc gia này có 10 sân vận động trên 20.000 chỗ ngồi được lên kế hoạch để dành cho sự kiện này, vì vậy có khả năng không cần cắt giảm địa điểm. và tất cả các quốc gia đều có ít nhất một sân vận động phù hợp với nhu cầu về quy mô của FIFA trong sự kiện này.

#### Ý
Vào ngày 17 tháng 2 năm 2021, Chủ tịch Liên đoàn bóng đá Ý, Gabriele Gravina, ám chỉ rằng Ý có thể tìm cách đăng cai Giải vô địch bóng đá nữ thế giới 2027 và đã vạch ra một kế hoạch kéo dài để cải thiện vị thế của bóng đá nữ ở Ý, bao gồm cả việc chuyên nghiệp hóa giải Serie A từ mùa thu năm 2022 và lần đầu tiên trở thành cầu thủ nữ Ý chuyên nghiệp toàn thời gian. Ý đã đăng cai World Cup nam hai lần, vào các năm 1934 và 1990, UEFA Euro 1968 dành cho nam, UEFA Euro 1980 và UEFA Euro 2020, cũng như UEFA Euro 1993 dành cho nữ.

#### México
Vào ngày 21 tháng 6 năm 2022, chủ tịch Liên đoàn bóng đá México, Yon de Luisa, đã tuyên bố quan tâm đến việc tổ chức ấn bản năm 2027 và sẽ tìm cách đấu giá cho nó. Mexico chưa bao giờ đăng cai World Cup nữ, nhưng đã đăng cai World Cup nam hai lần vào các năm 1970 và 1986, trước khi tiếp tục đăng cai với tư cách đồng chủ nhà cho Giải vô địch bóng đá thế giới 2026.

#### Hoa Kỳ
Carlos Cordeiro, người được bầu làm chủ tịch Liên đoàn bóng đá Hoa Kỳ năm 2018, bày tỏ sự quan tâm đến việc Mỹ tổ chức giải đấu như một phần của nền tảng chiến dịch của mình, nói rằng "Tôi tin rằng chúng ta có thể và nên đăng cai World Cup FIFA vào năm 2027. "  Nếu thành công, điều này sẽ chứng kiến Mỹ tổ chức Giải vô địch bóng đá nữ thế giới một năm sau khi đồng tổ chức Giải vô địch bóng đá thế giới 2026. Vào ngày 6 tháng 8 năm 2021, được báo cáo rằng US Soccer đang xem xét đấu thầu cho Giải vô địch bóng đá nữ thế giới 2031 như một giải pháp thay thế trước khi khôi phục kế hoạch cho năm 2027 vào ngày 17 tháng 6 năm 2022. Hoa Kỳ cũng sẽ tổ chức Giải vô địch bóng bầu dục thế giới 2031, nghĩa là đấu thầu cho Giải vô địch bóng đá nữ thế giới cùng năm có thể gây ra xung đột về lịch trình.

## Thể thức
Giải vô địch bóng đá nữ thế giới, bắt đầu từ năm 2023, sẽ khai mạc với vòng bảng gồm 8 bảng, 4 đội, với 2 đội đứng đầu mỗi bảng tiến vào một vòng đấu loại trực tiếp bắt đầu với vòng 16 đội. Số trận đã chơi tổng thể là 64 trận. Giải đấu sẽ lặp lại thể thức cũ của Giải vô địch bóng đá thế giới được sử dụng từ năm 1998 đến năm 2022.